# Zangia
Zangia es un género de escarabajos de la familia Chrysomelidae. El género fue descrito científicamente primero por Chen en 1976. Esta es una lista de especies de este género:
- Zangia coerulea Jiang, 1990
- Zangia nigricollis Jiang, 1990
- Zangia pallidula Jiang, 1990
- Zangia signata Jiang, 1990